# John David Washington
John David Washington (* 28. července 1984 Los Angeles, Kalifornie) je americký herec a bývalý hráč amerického fotbalu. Hrál univerzitní ligu za atlantskou Morehouse College. V roce 2006 podepsal smlouvu se St. Louis Rams (v rámci NFL), ale nebyl zařazen do hlavní sestavy. Z kontraktu byl téhož roku uvolněn. V letech 2009 až 2012 hrál v lize United Football League za tým Sacramento Mountain Lions.
Po relativně krátké fotbalové kariéře se rozhodl začít věnovat herectví, stejně jako jeho otec Denzel Washington a matka Pauletta Washingtonová. Jako svou první získal roli v seriálu HBO Ballers, který pojednává o světě NFL. V roce 2018 přišla průlomová role, kdy ztvárnil Rona Stallwortha ve snímku BlacKkKlansman, za což byl nominován na cenu Zlatý glóbus za nejlepší mužský herecký výkon (drama). Roku 2020 se představil v hlavní roli akčního filmu Tenet režiséra Christophera Nolana.

## Dětství a mládí
John David Washington se narodil ve čtvrti Toluca Lake ve městě Los Angeles v roce 1984. Je nejstarším potomkem herce Denzela Washingtona a herečky a zpěvačky Pauletty Washingtonové (rozené Pearsonové). V roce 1992 se poprvé objevil před kamerou v malé roli studenta ve filmu Malcolm X od režiséra Spikea Leeho, ve kterém měl hlavní roli jeho otec Denzel Washington.
Na střední škole hrál americký fotbal, basketbal a dělal atletiku. Střední školu dokončil v roce 2002 a následně se dostal na Morehouse College, kde absolvoval v roce 2006.

## Fotbalová kariéra
Na Morehouse College hrál americký fotbal na pozici running backa (útočníka) a překonal několik školních rekordů. V roce 2006 se účastnil NFL draftu, ale nebyl žádným týmem draftovám. Přesto s ním tým St. Louis Rams podepsal smlouvu s cílem možného budoucího přeprodeje. Ještě téhož roku ho ale z kontraktu uvolnili. Sezonu roku 2007 tak Washington strávil v NFL Europe, kde hrál za tým Rhein Fire.
V roce 2009 byl draftován týmem California Redwoods (později přestěhovaný a přetvořený v Sacramento Mountain Lions), který hrál dnes již neexistující ligu United Football League. V týmu vydržel až do roku 2012, kdy byla liga ukončena.

## Herecká kariéra
Po roce 2012 se rozhodl začít věnovat herectví. Nejdříve si zahrál v seriálu HBO Ballers, který pojednává o světě NFL. V roce 2018 přišla průlomová role, kdy ztvárnil Rona Stallwortha ve snímku BlacKkKlansman režiséra Spikea Leeho, za což byl nominován na cenu Zlatý glóbus za nejlepší mužský herecký výkon (drama). Téhož roku se objevil také ve festivalovém snímku Monsters and Men a ve vedlejší roli ve filmu All Rise. Menší roli získal i ve filmu Gentleman s pistolí.
Roku 2020 se představil v hlavní roli akčního filmu Tenet režiséra Christophera Nolana. V roce 2021 hrál ve dvou filmech Netflixu - v konverzačním dramatu Malcolm a Marie a akčním thrilleru Beckett.

## Filmografie

### Film
| Rok  | Název               | Role                    | Poznámky             |
| ---- | ------------------- | ----------------------- | -------------------- |
| 1992 | Malcolm X           | student                 |                      |
| 1995 | Ďábel v modrém      | chlapec s hračkou       | neuveden v titulcích |
| 2017 | Love Beats Rhymes   | Mahlik                  |                      |
| 2018 | Monsters and Men    | Dennis Williams         |                      |
| 2018 | All Rise            | Richard „Bobo“ Evans    |                      |
| 2018 | BlacKkKlansman      | detektiv Ron Stallworth |                      |
| 2018 | Gentleman s pistolí | poručík Kelley          |                      |
| 2020 | Tenet               | Protagonista            |                      |
| 2021 | Malcolm a Marie     | Malcolm                 |                      |
| 2021 | Beckett             | Beckett                 |                      |
| 2022 | Amsterdam           | Harold                  |                      |
| 2023 | Stvořitel           | Joshua                  |                      |

### Televize
| Rok       | Název   | Role         | Poznámky             |
| --------- | ------- | ------------ | -------------------- |
| 2015–2019 | Ballers | Ricky Jerret | hlavní role, 47 dílů |

### Divadlo
| Rok  | Název            | Role       | Poznámky                    |
| ---- | ---------------- | ---------- | --------------------------- |
| 2022 | The Piano Lesson | Boy Willie | Broadway, St. James Theatre |